# Пуенте-ла-Рейна (комарка)
Комарка  Пуенте-ла-Рейна (ісп. Comarca de Puente la Reina, баск. Garesaldea) — історична область і район (комарка) в провінції Наварра (Іспанія), розташований в районі Памплони. Комарка складається з 13 муніципалітетів.

## Географія

### Ситуація
Округ розташований в Центральній частині Наварри. Регіон має площу 187,65 км²

## Муніципалітети
Пуенте-ла-Рейна складається з 13 муніципалітетів, які перераховані нижче з даними про чисельність населення, площею та густотою населення на 2016 року, згідно INE.
| Муніципалітет   | Населення | Площа | Густота |
| --------------- | --------- | ----- | ------- |
| Адіос           | 155       | 7,72  | 20.08   |
| Артасу          | 105       | 6,03  | 17.41   |
| Аньйорбе        | 537       | 24,10 | 22.28   |
| Б'юррун-Олькос  | 216       | 15,69 | 13.77   |
| Енеріс          | 318       | 9,55  | 33.3    |
| Гіргільяно      | 75        | 24,64 | 3.04    |
| Легарда         | 110       | 8,30  | 13.25   |
| Мурусабаль      | 257       | 5,94  | 43.27   |
| Обанос          | 923       | 19,85 | 46.5    |
| Пуенте-ла-Рейна | 2807      | 39,71 | 70.69   |
| Тірапу          | 51        | 5,64  | 9.04    |
| Укар            | 175       | 11,85 | 14.77   |
| Утерга          | 163       | 8,63  | 18.89   |